# Kathleen Battle
 (août 2025).
Si vous disposez d'ouvrages ou d'articles de référence ou si vous connaissez des sites web de qualité traitant du thème abordé ici, merci de compléter l'article en donnant les références utiles à sa vérifiabilité et en les liant à la section « Notes et références ».
Pour les articles homonymes, voir Battle.
Kathleen Battle est une soprano américaine, née le 13 août 1948, à Portsmouth, dans l'Ohio.

## Biographie
Elle est la plus jeune d'une famille de sept enfants. Elle reçut un diplôme du conservatoire de musique de l'Université de Cincinnati, mais elle préféra d'abord étudier l'éducation musicale plutôt que l'interprétation. Elle reçut sa maîtrise et commença sa carrière d'enseignante à Cincinnati en 1971. Pendant qu'elle enseignait la musique en 5e et 6e degré, elle étudia le chant. Après une audition avec Thomas Schippers (chef d'orchestre de l'Orchestre symphonique de Cincinnati à cette époque), Battle fut engagée, malgré son manque d'expérience, pour participer au Festival des Deux Mondes de 1972, à Spolète en Italie.
Sa carrière en musique classique et en opéra progressa dans les années 1980, lorsque sa voix colorature trouva la faveur de deux grands chefs : Herbert von Karajan, installé en Europe, et James Levine, directeur de la musique au Metropolitan Opera de New York. Le 1er janvier 1987, Karajan invita Battle à chanter une valse (Voix du Printemps, op.410 - Frühlingsstimmen de Johann Strauss II) au concert du nouvel an à Vienne. Ce fut la seule fois où Karajan dirigea cet événement annuel et la première fois qu'une chanteuse était engagée pour une telle contribution. Sa performance de 9 minutes mit en valeur toutes ses capacités vocales et expressives.
Ses rôles importants comprennent Pamina dans La Flûte enchantée et Zerlina dans Don Giovanni de Mozart, ainsi qu'Adina dans L'Elisir d'Amore de Donizetti.
Elle est également une interprète exceptionnelle de Francis Poulenc dans le Gloria et le Stabat Mater.
Le répertoire de Battle comprend également la musique sacrée, le jazz, et le gospel. Elle a remporté cinq Grammy Award. Elle a aussi interprété la chanson titre, "Lovers," du film d'action chinois Le Secret des poignards volants. Battle a également reçu six doctorats honorifiques d'universités américaines.
En 1994, elle est renvoyée du Metropolitan Opera en raison de son comportement. Un procès solde le litige entre les deux parties. La carrière de Kathleen Battle décline et la cantatrice ne se produit plus qu'en concert ou en récital.
Elle a aussi fait quelques prestations en jazz dont l'interprétation de l'adaptation de My Favourite Things en duo avec Al Jarreau sur l'album « Tenderness » produit par Marcus Miller.